# Joachim Barrande

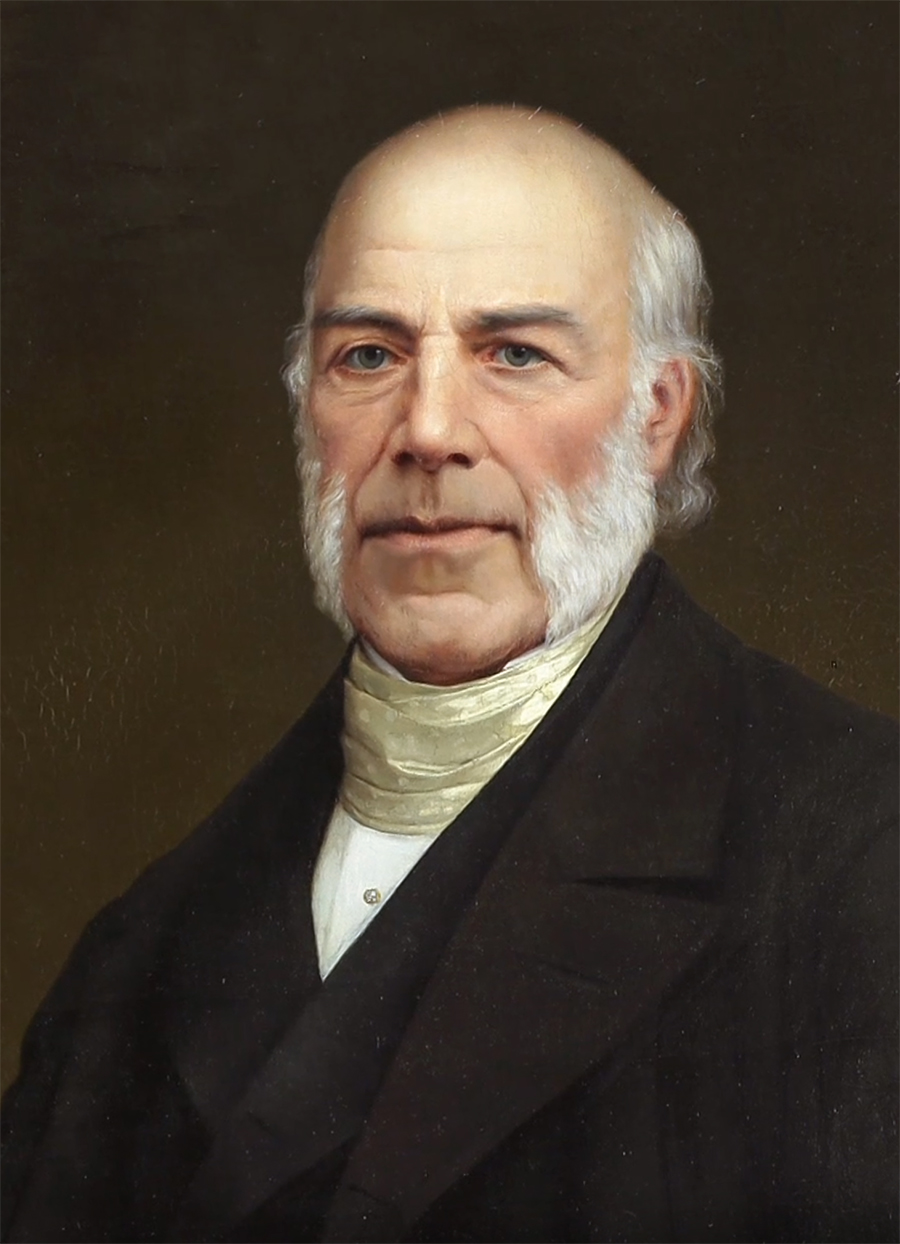
Joachim Barrande

Joachim Barrande (* 11. August 1799 in Saugues, Département Haute-Loire, Frankreich; † 5. Oktober 1883 in Frohsdorf, Niederösterreich) war ein französischer Geologe, Paläontologe und Ingenieur. Nach dem Erforscher der Trilobiten wurde der Prager Stadtteil Barrandov benannt. Auch die geologische Gebietsbezeichnung Barrandium für die Prager Mulde geht auf Barrandes Werk zurück.

## Leben
Nach seinem Ingenieursstudium in Paris war er am Hofe Karl X. als Hauslehrer für dessen Enkel Henri de Chambord angestellt und begleitete 1830 das bourbonische Königshaus ins Exil nach England und Schottland. Dort studierte er die Schriften des britischen Paläontologen Sir Roderick Impey Murchison, denn schon während seines Studiums hatten ihn die Werke der französischen Naturforscher Georges Cuvier und Jean-Baptiste de Lamarck sehr interessiert. 1832 reiste er mit Henri de Chambord nach Prag.
In der Prager Gesellschaft lernte Barrande die führenden böhmischen Wissenschaftler im Umfeld des Museums des Königreiches Böhmen, wie Kaspar Maria von Sternberg, Josef Dobrovský, Václav Hanka, Franz Xaver Maximilian Zippe und František Palacký, der Chambord die deutsche Sprache lehrte, kennen. Sternberg bat den Ingenieur um ein technisches Gutachten zu der im Jahr zuvor wegen Baumängeln eingestellten Pferdebahn Prag–Lana. Als Barrande im Zuge von Untersuchungen zur Fortführung der Bahn zwischen Kladno und Pilsen bei den Orten Skrei (Skryje nad Berounkou) und Moderhof (Týřovice nad Berounkou) im Tal der Berounka auf sehr gut erhaltene Trilobiten aus Gesteinen des Kambrium stieß, entschied er sich endgültig für die Naturwissenschaften und unternahm zwischen 1840 und 1850 umfangreiche Untersuchungen der Ablagerungen aus der Silur-Zeit in Böhmen. Seine Beschäftigung mit fossilen Funden im Umfeld von Prag wurde dadurch erleichtert, weil er ab 1840 als Vermögensverwalter und Generalbevollmächtigter für Comte Chambord und seine ins Exil gegangenen Angehörigen (Bourbonen) innerhalb der Österreichisch-Ungarischen Monarchie wirkte.
Kurze Zeit nach dem Erscheinen von Murchisons Beschreibung des Silur im Jahre 1839 veröffentlichte Barrande zwischen 1852 und 1881 sein Hauptwerk, die 21-bändige Beschreibung der Ablagerungen aus dem Silur (heute teils auch ins Ordovizium gestellt) in Böhmen, zu dem nach seinem Tod in den Jahren 1887 und 1894 noch zwei weitere Bände folgten.
Barrande war zu einer namhaften Persönlichkeit des öffentlichen Lebens in Prag und insbesondere der Prager Kleinseite geworden. Mit dem Schriftsteller Jan Neruda, dessen Mutter Barbora Barrandes Haushalt führte und ihn die tschechische Sprache lehrte, verband ihn eine Freundschaft. Er bestimmte über 3.500 neue Arten und verwendete dabei entgegen den internationalen Gepflogenheiten vorwiegend tschechische Bezeichnungen.
Im August 1883 reiste Barrande nach Frohsdorf, um den Nachlass und die Beerdigung seines Freundes Henri de Chambord zu regeln. Dort zog sich der 84-jährige eine Lungenentzündung zu, an der er am 5. Oktober verstarb. Er wurde am 8. Oktober in Lanzenkirchen beigesetzt.
Barrande hinterließ eine umfangreiche Fossiliensammlung, die er seinem Testament entsprechend dem Königlich-Böhmischen Landesmuseum (das heutige Nationalmuseum) vermachte. Sie ist heute in einem Gebäude, in dem der Wissenschaftler zu Lebzeiten oft ein und ausging, dem Palais Sternberg im Prager Stadtteil Hradschin zu besichtigen.

## Ehrungen

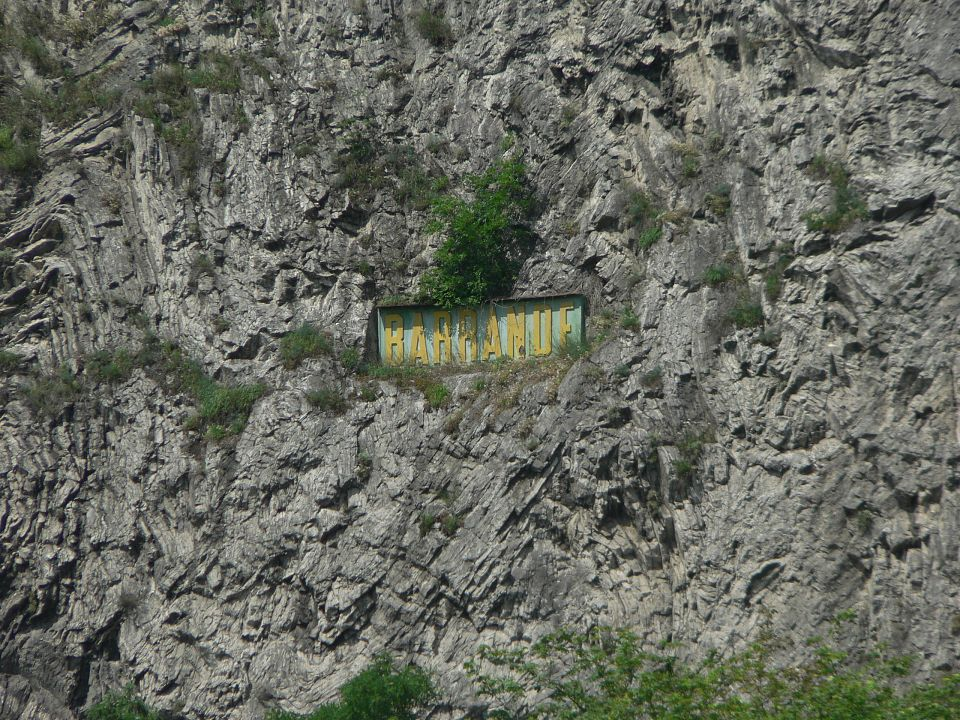
Barrandes Namenszug am Barrande-Felsen an der Moldau

Die Geological Society of London verlieh ihm 1857 für seine wissenschaftliche Leistung auf dem Gebiet der Geologie die Wollaston-Medaille. Am 10. November 1860 (Matrikel-Nr. 1945) wurde er zum Mitglied der Deutschen Akademie der Naturforscher Leopoldina gewählt sowie 1862 in die American Philosophical Society, 1867 in die National Academy of Sciences, 1873 in die Göttinger Akademie der Wissenschaften, 1875 in die American Academy of Arts and Sciences und 1877 in die Russische Akademie der Wissenschaften aufgenommen.
1868 wurden seine Leistungen mit der Ehrenmitgliedschaft der ISIS, Gesellschaft für specielle, besonders vaterländische Naturkunde in Dresden gewürdigt. 1881 wurde er zum Ehrenmitglied des Nassauischen Vereins für Naturkunde ernannt. Ebenfalls 1881 erhielt er die Cothenius-Medaille der Leopoldina.
Ihm zu Ehren wurde am 14. Juni 1884 eine Gedenktafel an einem Felsen am linken Ufer der Moldau in Prag angebracht. Das Prager Viertel Barrandov trägt seit dem 2. Februar 1928 seinen Namen, ebenso die 1983 unterhalb des Stadtteils Barrandov errichtete Autobahnbrücke Barrandovský most. Neben zahlreichen Fossilienarten wurde das Mineral Barrandit und geologische Zone Barrandium in Böhmen nach ihm benannt. Im Januar 2000 wurde der Asteroid (5958) Barrande nach ihm benannt.

## Ausgewählte Werke
- Notice préliminaire sur le système Silurien et les Trilobites de Bohème. C. L. Hirschfeld, Leipzig 1846 (Archive)
- Nouveaux Trilobites Supplement a la notice préliminaire sur le système Silurien et les Trilobites de Bohème. Calve, Prag 1846 (Archive)
- Graptolytes de Bohème. Prag 1850. (Digitalisat)
- Système silurien du Centre de la Bohème. Prag, Paris 1852–1881, 21 Bände
- Defense des Colonies. Teil I, Prag, Paris 1861
- Defense des Colonies. Teil II, Prag, Paris 1862